# Teresa Radice

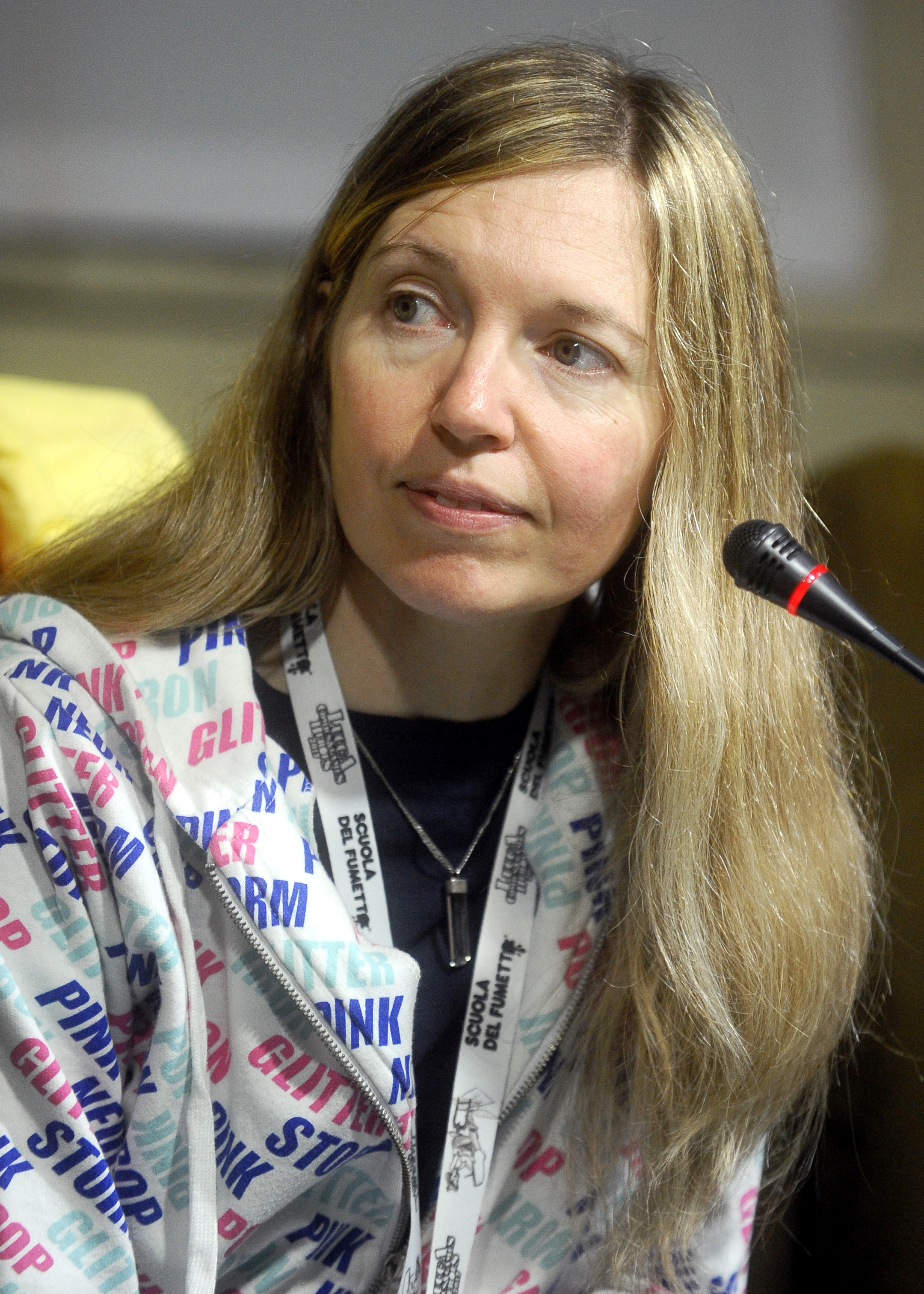
Teresa Radice nel 2017

Teresa Radice (Milano, 1º luglio 1975) è una fumettista italiana.

## Biografia
Sceneggiatrice, collabora con Topolino dal 2002. Per Disney ha lavorato anche a W.I.T.C.H., PK, X-Mickey e altri fumetti. Nel 2004 conosce il disegnatore Stefano Turconi, con cui si sposa l'anno successivo. I due collaborano anche professionalmente, ad esempio per la serie Pippo Reporter, e la storia L'isola del tesoro, parodia del romanzo di Robert Louis Stevenson, ripubblicata nel 2016 anche in Topolino Limited De Luxe Edition.
Al di fuori della Disney i due nel 2013 hanno pubblicato Viola giramondo, con cui vincono il Premio Boscarato 2014 come miglior fumetto per bambini/ragazzi. Pubblicato in Francia da Dargaud e negli Stati Uniti da IDW Publishing, nel 2015 vince anche il Prix Jeunesse al Festival Bédéciné a Illzach.
Con Il porto proibito, tradotto anche in Spagna e in Francia, nel 2015 vincono il Gran Guinigi per la Miglior Graphic Novel e nel 2016 il Premio Attilio Micheluzzi per il Miglior Fumetto.
Con BAO Publishing hanno pubblicato anche i libri a fumetti per bambini Orlando Curioso e il Segreto di Monte Sbuffone e Orlando Curioso e il mistero dei calzini spaiati (anch'essi tradotti in Francia da Dargaud).
A Lucca 2017 è uscito un loro nuovo graphic novel Non stancarti di andare.

## Opere
- Teresa Radice e Stefano Turconi, Viola Giramondo, collana Tipitondi, Latina, Tunué, 2013, ISBN 978-88-97165-78-1.
- Teresa Radice e Stefano Turconi, Il porto proibito, Bao Publishing, 2015, ISBN 978-88-6543-299-0.

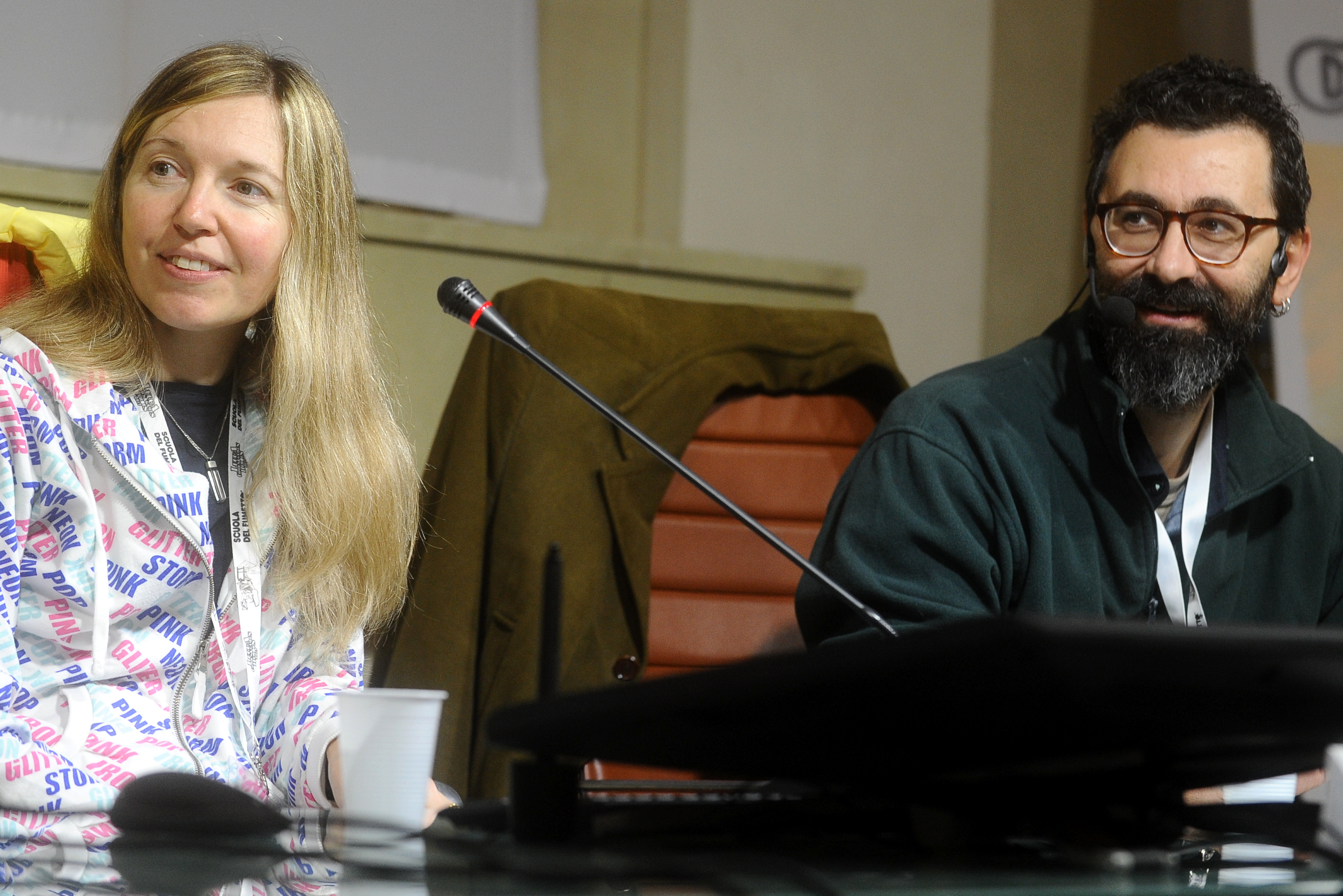
Teresa Radice e Stefano Turconi a Lucca Comics & Games 2017

- Teresa Radice e Stefano Turconi, Non stancarti di andare, Bao Publishing, 2017, ISBN 978-88-6543-931-9.
- (FR) Teresa Radice e Stefano Turconi, Tosca des bois, Tome 1, Dargaud, 2017, ISBN 978-2205076783.
- (FR) Teresa Radice e Stefano Turconi, Tosca des bois, Tome 2, Dargaud, 2018, ISBN 978-2205077803.
- Teresa Radice e Stefano Turconi, Le ragazze del Pillar, volume 1, Bao Publishing, 2019, ISBN 978-88-3273-330-3.
- Teresa Radice e Stefano Turconi, La terra, il cielo, i corvi, Bao Publishing, 2020, ISBN 978-88-3273-487-4.
- Teresa Radice e Stefano Turconi, Le ragazze del Pillar, volume 2, Bao Publishing, 2021, ISBN 978-88-3273-621-2.
- Teresa Radice e Stefano Turconi, Orlando Curioso, Bao Publishing, 2022, ISBN 978-88-3273-770-7.
- Teresa Radice e Stefano Turconi, Il Contastorie, Bao Publishing, 2023, ISBN 978-88-3273-869-8.

## Premi e riconoscimenti
- Premio Boscarato, Miglior fumetto per bambini/ragazzi: Viola Giramondo, 2014
- Prix Jeunesse, Festival Bédéciné Illzach (Francia): Violette autour du monde, 2015
- Gran Guinigi 2015 Miglior Graphic Novel: Il porto proibito
- Premio Micheluzzi 2016 Miglior Fumetto: Il porto proibito
- Prix BD 2017 Académie de Marine (Paris): Le Port des Marins Perdus
- Miglior libro di scuola italiana (Romics 2018): Non stancarti di andare
- Premio della giuria popolare "Segafredo Zanetti - città di Asolo" (Festival del Viaggiatore 2018): Non stancarti di andare
- Premio Papersera 2025